# Kim Jodzsong
Kim Jodzsong (hangul: 김여정, handzsa: 金與正, RR: Kim Yo-jong; Phenjan, 1987. szeptember 26.) Kim Dzsongun (Kim Jong-un) jelenlegi észak-koreai vezető húga, Kim Dzsongil (Kim Jong-il) hajdani vezető legfiatalabb leánygyermeke.

## Gyermekkora
Kim Jodzsong (Kim Yo-jong) Kim Dzsongil (Kim Jong-il) és Ko Jonghi (Ko Yong-hui) lányaként született, 1987. szeptember 26-án. Bátyjával, Kim Dzsongun (Kim Jong-un)nal állítólag svájci iskolában tanultak 1996 és 2000 között, és elképzelhető, hogy visszatérésük után a Kim Ir Szen (Kim Il-sung) Egyetem diákjai is voltak.

## Pályafutása
Először a Koreai Munkapárt 2010 szeptemberében megtartott konferenciáján készült róla kép, amint apja titkárnője,  Kim Ok mellett állt.
Kim Jodzsong (Kim Yo-jong) kiléte nagyobb nyilvánosságra került Kim Dzsongil (Kim Jong-il) 2011 decemberi temetésén, amikor többször is testvére, a jelenlegi vezető mellett tűnt fel, vagy a temetési ügyeket intéző tiszteket igazította el, annak ellenére, hogy nem is volt a Temetkezési Társaság tagja, és sosem nevezték nevén. 2012 elején a Nemzetvédelmi Bizottság tagja lett, és ő szervezte Kim Dzsongun (Kim Jong-un) túráit is, 2012 novemberében pedig az állami televízió bátyja társaságában mutatta egy felvételen.
Első hivatalos, név szerinti megemlítésére 2014. március 9-én került sor, amikor szintén bátyja, Kim Dzsongun (Kim Jong-un) társaságában mutatták. Akkor Kim Jodzsong (Kim Yo-jong)ot a Központi Bizottság magas rangú tisztviselőjének titulálták.
2017 októberében a Koreai Munkapárt politikai bizottságának tagjává léptették elő. Ebben a pozícióban nagynénjét, a 2013 decemberében kivégzett Csang Szongthek (Jang Sung-taek) özvegyét,  Kim Gjonghi (Kim Kyong-hui)t váltja föl.
2018. február 9-én részt vett a 2018. évi téli olimpiai játékok megnyitóján Phjongcshangban. Ezzel ő a Kim-dinasztia első tagja, aki Dél-Koreába látogatott.